# Claus Tegtmeier

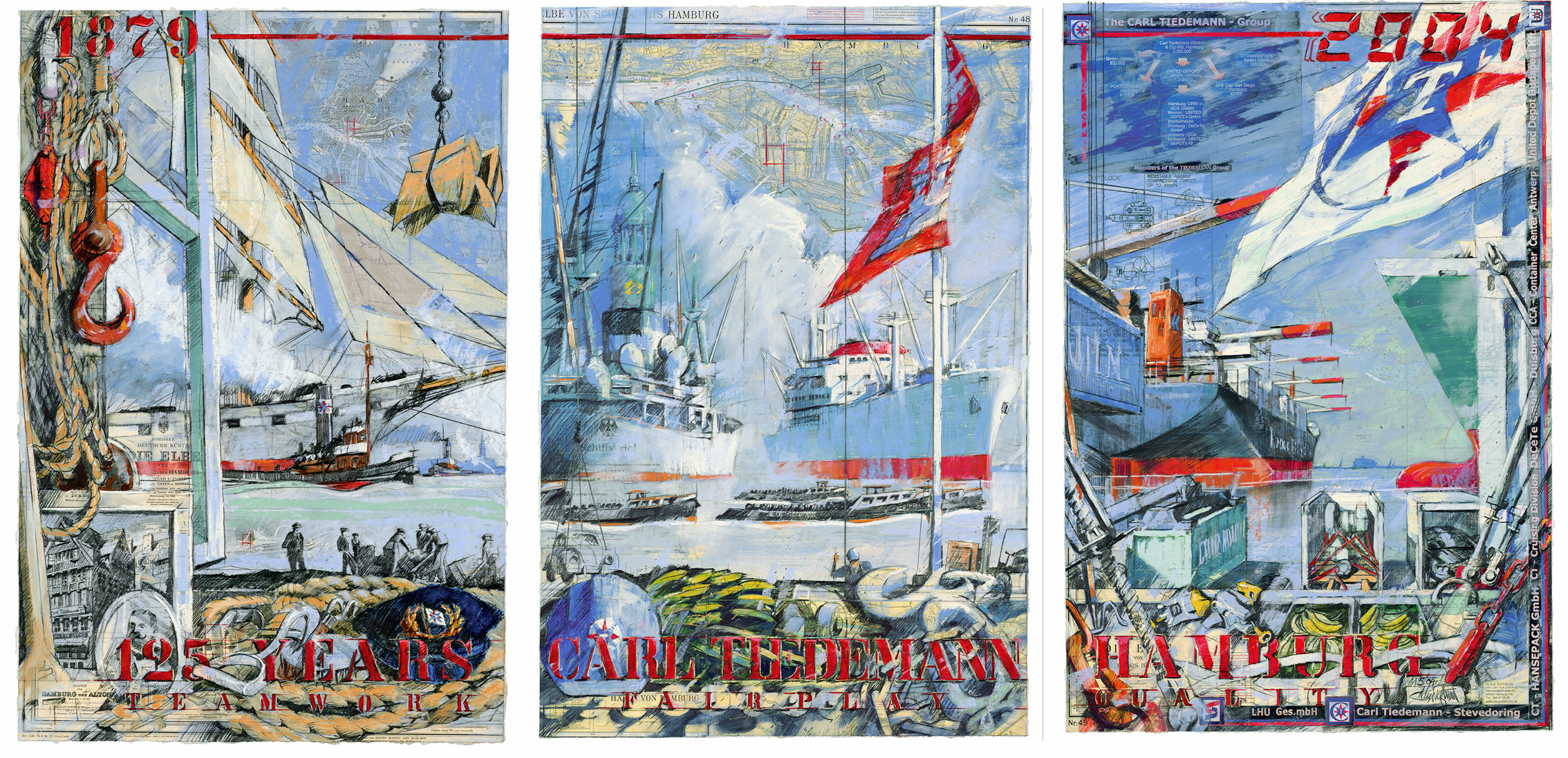
125 Jahre Hafengeschichte Hamburg in drei Bildern von 2004

Claus Tegtmeier (* 1946) ist ein deutscher Maler im Bereich der norddeutschen Landschafts- und Marinemalerei.

## Wirken
Schwerpunkte in seinem künstlerischen Schaffen sind die vier Elemente Feuer, Wasser, Luft und Erde und das vom Menschen geschaffene maritime Umfeld mit Schiffen, Häfen und der Architektur.
Ab 1994 erfolgten erste Museumsankäufe durch das schleswig-holsteinische Landesmuseum Schloss Gottorf. Weitere Werke befinden sich bei Daimler-Chrysler, BMW, Shell, Merck Pharma, in der Sparkasse Girozentrale Kiel, der Eurokai Hamburg und Bremerhaven, der HSH Nordbank, im Staatshochbauamt Oldenburg und in der  Oldenburgischen Landschaft.
Ab 2004 arbeitete er an dem Projekt „125 Jahre Hafengeschichte Hamburg“ sowie an dem italienischen Hotelprojekt „Colosseo“, bei dem neben der Hotellobby alle 350 Zimmer mit Werken von Claus Tegtmeier ausgestattet wurden. 2005 folgten Arbeiten für die „Hanjin Shipping Korea“. In Peter Tamms Schiffahrtsmuseum im Kaispeicher B in der Hamburger Hafen City befindet sich ein drei Meter breites Bild des Künstlers, dass die Geschichte der Stauerei Carl Tiedemann (GmbH & Co.)KG und des Hamburger Hafens in drei Bildern seit 1879 zeigt.
Tegtmeier lebt und arbeitet in Hamburg, Kampen (Sylt) und in Valsolda am Lago di Lugano (Italien).